# Lữ đoàn Bộ binh 27 Úc
Lữ đoàn Bộ binh 27 được quân đội Úc hình thành trong thế chiến thứ hai. Lữ đoàn được thành lập từ lực lượng Hoàng gia Úc hai nhằm tham gia thế chiến thứ hai. Ra đời chính thứ từ ngày 13 tháng 11 năm 1940, biên chế trong Sư đoàn Bộ binh 9 Úc về sau nhập biên chế Sư đoàn Bộ binh 8 Úc. Lữ đoàn tham gia bảo vệ Malaysia thuộc Anh Quốc, trụ sở chính tại Kluang.

## Đơn vị thuộclữ đoàn
Tiểu đoàn Bộ binh 2/26 Úc
Tiểu đoàn Bộ binh 2/29 Úc
Tiểu đoàn Bộ binh 2/30 Úc

## Tư lệnhlữ đoàn
Chuẩn tướng Duncan Maxwell

## Tham chiến
Trận Singapore
Chiến dịch Mã Lai
Trận Gemas
Trận Muar

## Tư liệu
- Australian War Memorial - 2/30th Battalion Unit History